# Asian Development Bank

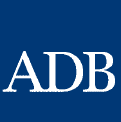
Het logo van de ADB.

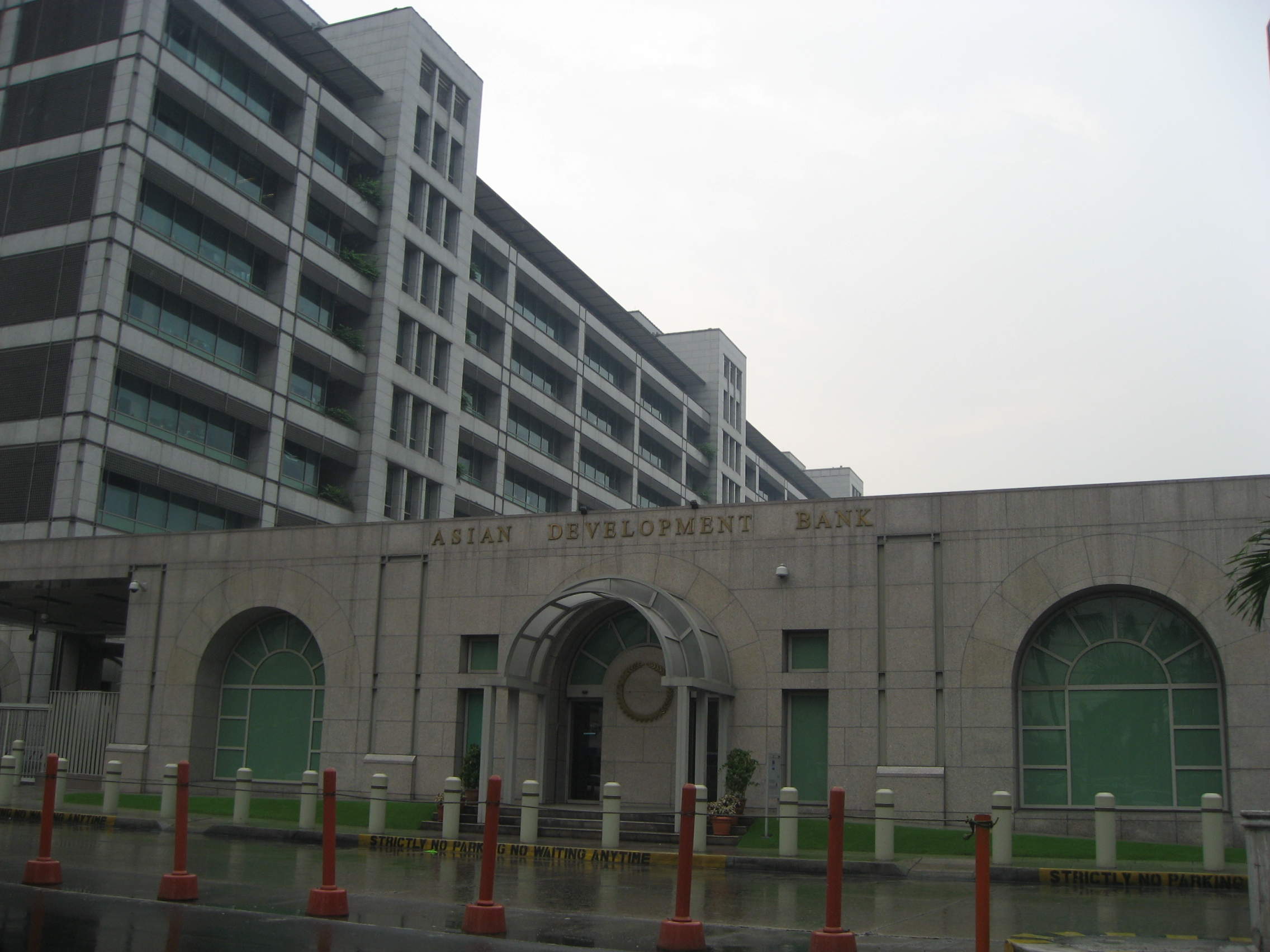
Het hoofdkantoor van de ADB in Filipijnse hoofdstad Manilla.

De Asian Development Bank (ADB) (De Aziatische Ontwikkelingsbank) is een regionale ontwikkelingsbank opgericht op 22 augustus 1966 met als doel de economische ontwikkeling van Aziatische landen te bevorderen. Leden van de Verenigde Naties, Economische en Sociale Commissie voor Azië en de Stille Oceaan (UNESCAP, voorheen bekend als de Verenigde Naties Economische Commissie voor Azië en het Verre Oosten) en niet-regionale ontwikkelde landen kunnen lid worden.

## Doelstelling
Sinds de oprichting in 1966 bestrijdt ADB de armoede in Azië. Volgens de bank leven in 2014 nog 1,4 miljard mensen in de regio in armoede, iedereen met een inkomen van minder dan twee dollar per dag, en hebben onvoldoende toegang tot essentiële goederen als schoon drinkwater en diensten zoals gezondheidszorg. De bank ondersteunt projecten in de regio met leningen, aandelenkapitaal en kennis. De bank telt zo'n 3000 medewerkers.

## Leden
Bij de oprichting in 1966 had de UNESCAP 31 leden. De ADB heeft nu 67 leden, waarvan 48 uit Azië en de Stille Oceaan en 19 buiten de regio. De ADB-organisatie is gebaseerd op de Wereldbank, en heeft een soortgelijk systeem van gewogen stemmen, waar stemmen worden verdeeld in verhouding tot het kapitaal dat de lidstaat bijdraagt. In de onderstaande tabel zijn de vijf grootste leden opgenomen per 31 december 2014.
| Land             | Lid vanaf | Aandeel in kapitaal | Stemrecht |
| ---------------- | --------- | ------------------- | --------- |
| Japan            | 1966      | 15,677%             | 12,840%   |
| Verenigde Staten | 1966      | 13,567%             | 12,752%   |
| China            | 1986      | 6,473%              | 5,477%    |
| India            | 1966      | 6,359%              | 5,386%    |
| Australië        | 1966      | 5,812%              | 4,948%    |

De topman van de bank is sinds de oprichting altijd een Japanner geweest. De huidige president is Takehiko Nakao.
27 leden hebben ADB kapitaal verstrekt, maar geen geld ontvangen van de ontwikkelingsbank. Deze hebben ongeveer twee derde van het kapitaal bijeengebracht. De andere 40 leden kunnen wel aanspraak maken op hulp van de bank.

## Kapitaal en leningen
Het kapitaal van de bank is sinds de oprichting in vijf stappen verhoogd naar 153 miljard dollar per jaareinde 2014. De bank kan volgens de statuten niet meer uitlenen dan dit bedrag. De leden hebben overigens maar een klein deel van dit kapitaal gestort. Voor de financiering van de projecten waarin de bank participeert, wordt geld geleend op de kapitaalmarkten.
Per jaareinde 2014 had het ADB zich gecommitteerd voor een bedrag van 165 miljard dollar. Dit is de som van geld dat daadwerkelijk ter beschikking is gesteld, circa 80 miljard, en zeer concrete afspraken voor toekomstige financiering. De landen die het meest gebruikmaken van de ADB zijn India en China, beiden hebben elk meer dan 30 miljard dollar aan leningen en concrete toezeggingen, gevolgd door Indonesië en Pakistan.

## Concurrentie
In 2013 heeft de Volksrepubliek China het initiatief genomen voor de Aziatische Infrastructuurinvesteringsbank om infrastructuurprojecten in Azië te financieren. Deze bank is in 2016 van start gegaan.